# Stella Artois

Logo

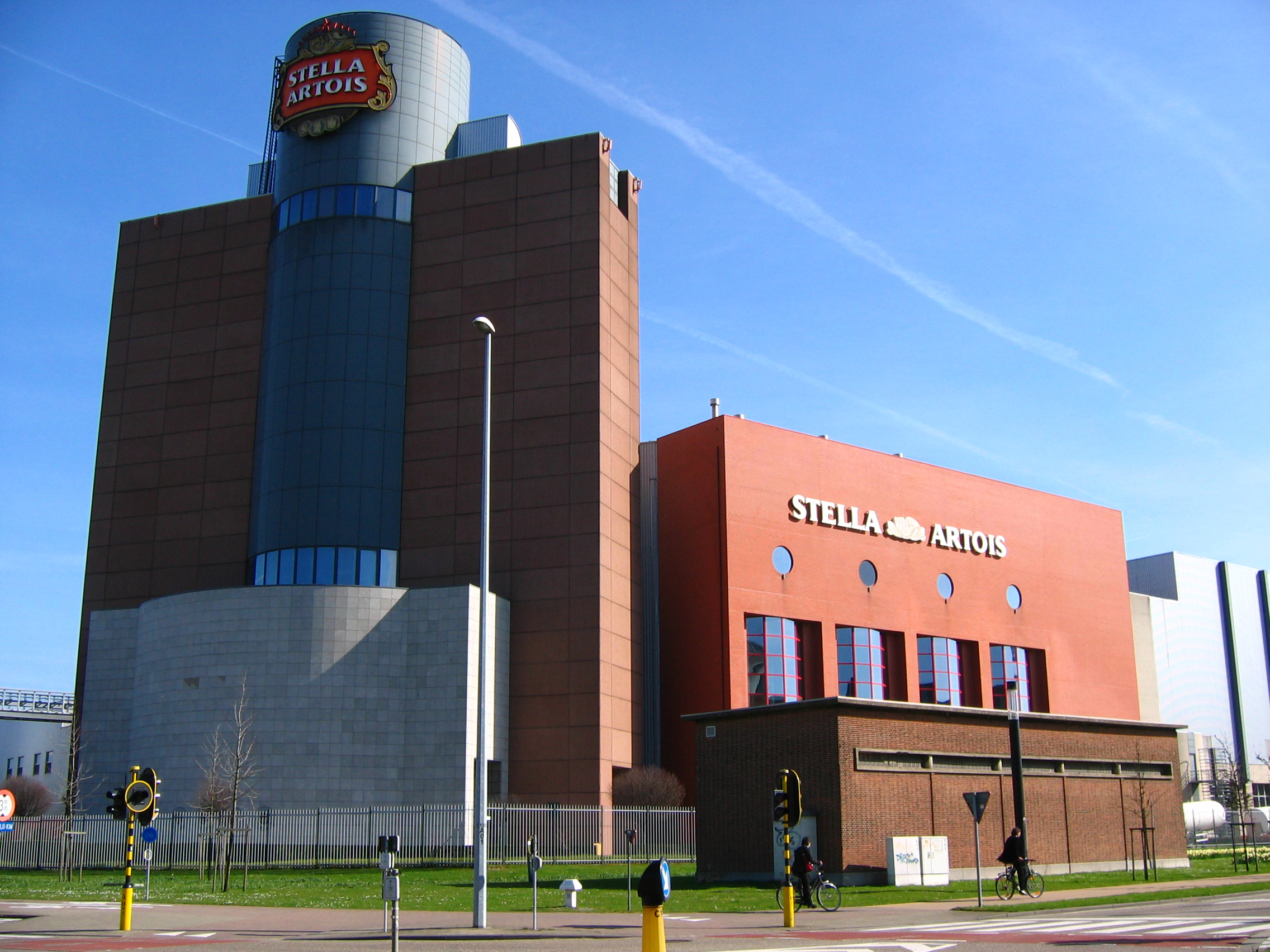
Brauereigebäude in Löwen

Stella Artois (/'stɛlə ɑr'twɑː/) ist ein Pilsner Bier mit 4,8 bis 5,2 % Alkoholgehalt. Es wurde zuerst in der Artois-Brauerei (Brouwerij Artois) in Löwen, Belgien, seit 1926 hergestellt. Nach einer Reihe von Übernahmen gehört Stella Artois nun zum weltweit größten Braukonzern Anheuser-Busch InBev.

## Geschichte
Die Anfänge der Brauerei gehen bis 1366 zurück (vgl. Logo, auch auf dem Kronkorken). In den herzöglichen Zinsbüchern wird erstmals die Brauerei Den Horen erwähnt. 1537 ist die Brauerei das größte Unternehmen der Stadt Löwen (flämisch Leuven, französisch Louvain). Sebastien Artois wird 1708 Braumeister bei Den Horen. 1717 übernimmt er die Brauerei und gibt ihr den Namen Brouwerij Artois. Das Weihnachtsbier Stella (Stern) wird 1926 auf den Markt gebracht. 1988 wurde Stella Artois Teil der internationalen Brauereigruppe Interbrew. Die backsteinernen Anlagen mit Hafenanschluss im Norden der flämischen Stadt Löwen wurden 1993 aufgegeben und durch eine neue Produktionsstätte am gleichen Ort ersetzt.

## Vertrieb
Verfügbar ist die Biermarke unter anderem in Belgien, Luxemburg, Niederlande, Frankreich, Großbritannien, der Schweiz, Tschechien, der Slowakei, Kolumbien und seit 1999 auch in den USA. Für Teile Mittel- und Südosteuropas wird Stella Artois durch Molson Coors Europe unter Lizenz gebraut und vertrieben.
Der Geschäftsbericht des Braukonzerns Anheuser-Busch InBev für das Geschäftsjahr 2016 vermeldet ein Ertragswachstum von 6,3 %. Die Website BrandZ.com führt Stella Artois nach Budweiser, Bud Light und Heineken als viertwertvollste Biermarke der Welt an.